# Event-driven PrEP
Event-driven PrEP, тј. Превенција пре изложености иницирана догађајем је подтип PrEP терапије. Овај тип се примењује само у хитним ситуацијама и никако се не користи редовно. У суштини, инициран је ризичним догађајем (незаштићени секс, интравенско коришћење наркотика, контакт са инфицираном крвљу).

## МСМ популација
Ова врста превенције се најчешће користи приликом МСМ сексуалног контакта. Истраживања која су укључила плацебо контролисане узорке и ХИВ негативне цис мушкарце и ХИВ негативне транс жене показују да је ефикасност ове терапије око 44%. Пронађено је да ПрЕП терапија смањује ниво вируса у крви.